# Theodor Hartwig (Philosoph)

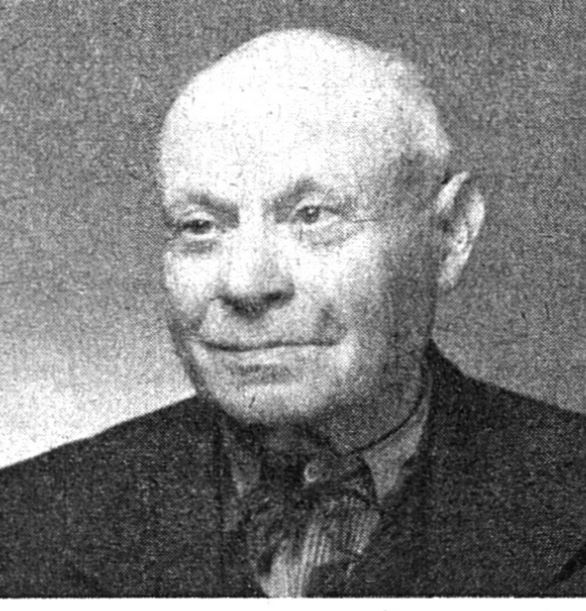

Theodor Hartwig (auch Theodor Josef; * 25. November 1872 in Wien als Theodor Herzl; † 5. Februar 1958 in Brno) war ein österreichischer Lehrer, Mathematiker, Volksbildner, Kulturphilosoph, Publizist und Funktionär in verschiedenen Organisationen der Freidenkerbewegung.

## Leben und Werk
Theodor Hartwig wurde 1872 als Theodor Herzl in eine aus Mähren und Wien stammende jüdische Familie geboren. 1895, während seines Studiums der Soziologie, konvertierte er zum Katholizismus und änderte zugleich seinen Namen, letzteres, um nicht mit dem damals bekannten Zionisten Theodor Herzl verwechselt zu werden. Zwischen 1896 und 1920 war er mit Catharina Hess verheiratet, aus dieser Ehe entstammen die späteren Schriftstellerinnen Mela Spira und Grete Manschinger. Ein später geborener Sohn Kurt nahm sich 1924 das Leben.
Am 28. März 1901 erwarb Theodor Hartwig an der Universität Wien die Lehrbefugnis für Mathematik, geometrisches Zeichnen und Naturlehre. Im Wiener Volksbildungsverein referierte er über mathematische und physikalische Themen. Seit 1902 war er Lehrer an der N.Ö. Landes-Oberreal- u. Gewerbeschule in Wiener Neustadt, ab 1905 Lehrer an der Staatsrealschule in Steyr. Seit 1904 erschien sein allgemeinbildendes Lehrwerk zur Mathematik. Ende 1907 wurde er für Studien am militär-geographischen Institut in Wien und an der technischen Anstalt in Berlin beurlaubt. Er engagierte sich für die österreichische Schulreformbewegung und war 1908 Schriftführer und Referent des Vereins „Elternbund für Schulreform“ in Wien.
1910/1911 wurde er als Mittelschulprofessor an die Erste deutsche Staatsrealschule nach Brünn versetzt, wo er bis zu seiner Pensionierung 1925 tätig war. Hartwig war in der Naturfreunde-Bewegung aktiv und publizierte vor allem in Zeitschriften und Zeitungen auch über seine Wanderungen. Darüber hinaus veröffentlichte er Geschichten, Glossen und Erzählungen. 1933 übersiedelte Hartwig nach Prag, kehrte 1938 aber nach Brünn zurück. Die Zeit des Nationalsozialismus verbrachte er bis 1945 angeblich in Prag, ohne dass etwas über Verfolgungen oder ein Leben im Untergrund bekannt ist. Seit 1945 wohnte er, der nach 1918 tschechoslowakischer Staatsbürger geworden war, erneut in Brünn. Nach mehreren erfolglosen Versuchen wurde dem fließend Tschechisch sprechenden „proletarischen Atheisten“ vom tschechoslowakischen Staat erneut die Pension eines inländischen Mittelschullehrers bewilligt. Nach 1945 publiziert er weiterhin in Österreich und in der Schweiz.
Hartwigs Konversion zum Katholizismus war nur pro forma geschehen. Alle seine Schriften, mit denen er seit den 1920er Jahren hervortrat, sind von einem entschiedenen Antiklerikalismus und Atheismus getragen. Hartwig trat in Brünn, Prag und Wien als Funktionär und Organisator verschiedener Freidenkergruppierungen, insbesondere der „proletarischen Freidenker“, hervor. 1921–1923 war er Vorstandsmitglied der Brünner Freidenker und bis 1929 der proletarischen Freidenker. Seit 1924 war er Präsident der „Internationale proletarischer Freidenker“. Er war zeitweiliger Herausgeber regionaler (z. B. Freier Gedanke. Organ des Bundes Proletarischer Freidenker in der CSR.) wie überregionaler (z. B. Der Atheist. Organ der Internationalen Freidenker-Union) Zeitschriften. Hartwig gehörte der Deutschen sozialdemokratischen Arbeiterpartei in der Tschechoslowakei (DSAP) an, bis er 1934 ausgeschlossen wurde. Obwohl er bis Ende der 1930er Jahre Marxist war, trat er keiner marxistischen Partei mehr bei.
Hartwigs Schriften waren keine professoral wissenschaftlichen, sondern auf wissenschaftlicher Basis geschriebene Popularisierungen der marxistischen Weltsicht. Ihr Zweck war es, die Menschen zu ermutigen, dem Marx’schen Satz gemäß zu handeln, wonach es darauf ankomme, die Welt zu verändern. Dabei knüpfte Hartwig, der die Einsichten der jungen Psychoanalyse rezipierte, nicht nur an die ökonomischen Probleme der Menschen an, sondern auch an die persönlichen, psychischen, deren tiefere Ursachen er ebenfalls aus der bestehenden Gesellschaftsordnung heraus erklärte und deshalb für deren Veränderung plädierte. Obwohl er kein Psychologe war, kam er so den Bestrebungen der Sexpol-Bewegung sehr nahe, die der 1933 aus der KPD ausgeschlossene Psychoanalytiker Wilhelm Reich begründet hatte. Hartwig besprach die Massenpsychologie des Faschismus und andere Bücher Reichs sehr positiv in einigen freidenkerischen Zeitschriften und schrieb in den 1930er Jahren in Reichs Zeitschrift für Politische Psychologie und Sexualökonomie.
Schon in seinen „Kritischen Bemerkungen zum VIII. internationalen Philosophen.Kongress 1934 in Prag“ ist eine Verlagerung von Hartwigs schriftstellerischen Ambitionen zu bemerken. Seine Zielgruppe sind nicht mehr die Massen, sondern die fortschrittlichen Intellektuellen, die durch den politischen Sieg des Nationalsozialismus und die stalinistische Entwicklung in der Sowjetunion orientierungslos zu werden drohen. Verstärkt ist Hartwigs Tendenz zur Philosophie in seinem ersten Buch nach dem Kriege zu bemerken. Doch ist er nach wie vor ein politischer Kopf, was schon der Untertitel zu seiner Abhandlung über den Existentialismus deutlich signalisiert: eine politisch reaktionäre Ideologie.

## Schriften (Auswahl)
- Schule der Mathematik zum Selbstunterricht. 3 Teile. Wien: Perles 1904-1906.
- Bürgerschule und Mittelschulreform. In: Die Zeit, 8. Januar 1908, S. 3.
- Der kosmopolitische Gedanke. Gesammelte Aufsätze zur Geschichte und Kritik der Humanisierungsbestrebungen der Menschheit. Ludwigsburg: Verlag „Friede durch Recht“ 1924.
- Sozialismus und Freidenkertum. Bodenbach: Verlag des Bundes proletarischer Freidenker in der ČSR 1924, 3. Auflage. Bodenbach: Verlag des Bundes proletarischer Freidenker in der ČSR 1925.
- Jesus oder Karl Marx? (Christentum und Sozialismus). Wien: Verlag Rudolf Cerny 1925, 2. erweiterte Auflage. Wien: Verlag Rudolf Cerny 1926.
- Mit oder ohne Gott? Eine Kapuzinerpredigt in sozialistischer Beleuchtung. Wien: Verlag Rudolf Cerny 1926.
- Soziologie und Sozialismus. Einführung in die materialistische Geschichtsauffassung. Jena: Urania-Verlagsgesellschaft 1927, slowakisch: Vývoj spoločnosti k socializmu (sociologia a socializmus). Úvod do materialistického ponímania dejín. Trnava 1933.

- Die Revolutionierung der Frau. Tetschen-Bodenbach/CSR: Bund proletarischer Freidenker 1927.
- Vorbei ... Skizzen und Reflexionen. Wien: Anzengruber-Verlag Brüder Suschitzky 1927.
- Wanderlust und Bergfreude. Gesammelte Aufsätze. Wien: Verlag Rudolf Cerny 1927.
- Religion und Wissenschaft. Wien: Freidenkerbund 1929.
- [mit Max Adler, Fritz Lewy u. a.]: Unsere Stellung zu Sowjet-Russland. Lehren und Perspektiven der russischen Revolution. Mit einem Vorwort von Max Seydewitz. Berlin: Marxistische Verlagsgesellschaft 1931, Neuauflage. Berlin : Marxistischen Verlagsgesellschaft [1949].
- Der Faschismus in Deutschland. Freidenkerbund von Nordamerika, Wisconsin 1933 (landete auf der Liste der von den Nationalsozialisten verbotenen Schriften).[16]
- Die Krise der Philosophie. Kritische Bemerkungen zum VIII. Internationalen Philosophenkongress 1934 in Prag. Prag: Verlag Michael Kacha 1935.
- Der Sinn der „religiös-sittlichen“ Erziehung. In: Zeitschrift für Politische Psychologie und Sexualökonomie, 4 (1937), Heft 3, S. 203–205 (online).
- Die Tragödie des Schlafzimmers. Beiträge zur Psychologie der Ehe. Wien: Verlag Rudolf Cerny 1947.
- Der Existentialismus. Eine politisch reaktionäre Ideologie. Wien: Verlag Rudolf Cerny 1948.
- Hamlets Hemmungen. Eine psychologische Studie. Wien: Verlag Rudolf Cerny 1952.

## Nachweise
1. ↑  Geburtenbuch IKG Wien, Band E, Nr. 4257 (Faksimile bei FamilySearch, kostenlose Registrierung erforderlich).
2. 1 2  Hartwig, Theodor. In: Susanne Blumesberger, Michael Doppelhofer und Gabriele Mauthe (Hrsg.): Handbuch österreichischer Autorinnen und Autoren jüdischer Herkunft. 18. bis 20. Jahrhundert. Band 1. Saur, München 2002, ISBN 3-598-11545-8, S. 508.
3. ↑  Trauungsbuch Wien Rossau, tom. XIV, fol. 417 (Faksimile).
4. ↑  Vgl. Hartwigs Buch Vorbei... Skizzen und Reflexionen. Wien: Anzengruber-Verlag Brüder Suschitzky 1927. Das Buch beginnt mit einem montierten Porträt von Hartwigs „Sohn, Freund und Kampfgenossen“ Kurt, dem es auch gewidmet ist.
5. ↑  Einen Antrag von 1907 auf eine Weiterqualifizierung an der Deutschen Karl-Ferdinands-Universität in Prag zog er zurück. Zkušební komise pro učitelství na středních školách Německé univerzity v Praze. Knihy zkušebních protokolů 1905-1910 (Prüfungskommission für Lehrer an Mittelschulen der Deutschen Universität in Prag. Buch der Prüfungsprotokolle 1905-1910), Seite 118.
6. ↑  Neues Wiener Abendblatt vom 1. September 1905, S. 6.
7. ↑  Tages-Post [Linz], 6. Dezember 1907, S. 4 (2. Spalte, Mitte).
8. ↑  Wiener Zeitung, 14. Juni 1908, S. 8.
9. ↑  Wiener Zeitung, 28. Juni 1911, S. 1, und Prager Tagblatt, 30. Jänner 1925, S. 6.
10. ↑  Jan Budňák: Theodor Hartwig, proletarischer Freidenker der Zwischenkriegszeit in lokalen und translokalen Zusammenhängen. In: Wolfgang Müller-Funk, Jan Budňák, Tomáš Pospíšil, Aleš Urválek (ed.): 30 Jahre Grenze und Nachbarschaft in Zentraleuropa. Literatur, Kultur und Geschichte. Tübingen: Narr Francke Attempto Verlag 2022, S. 293-312, hier S. 295. ISBN 978-3-7720-8723-3.
11. ↑  Jan Budňák: Theodor Hartwig, proletarischer Freidenker der Zwischenkriegszeit in lokalen und translokalen Zusammenhängen. In: Wolfgang Müller-Funk, Jan Budňák, Tomáš Pospíšil, Aleš Urválek (ed.): 30 Jahre Grenze und Nachbarschaft in Zentraleuropa. Literatur, Kultur und Geschichte. Tübingen: Narr Francke Attempto Verlag 2022, S. 293-312, hier S. 309. ISBN 978-3-7720-8723-3.
12. ↑  Jan Budňák: Theodor Hartwig, proletarischer Freidenker der Zwischenkriegszeit in lokalen und translokalen Zusammenhängen. In: Wolfgang Müller-Funk, Jan Budňák, Tomáš Pospíšil, Aleš Urválek (ed.): 30 Jahre Grenze und Nachbarschaft in Zentraleuropa. Literatur, Kultur und Geschichte. Tübingen: Narr Francke Attempto Verlag 2022, S. 293-312, hier S. 308. ISBN 978-3-7720-8723-3.
13. ↑  Hartwig rechtfertigt dies im Vorwort zu Soziologie und Sozialismus: „Eigenartig mag es vielleicht berühren, dass ich der seelischen Entwicklung des Menschen ein besonderes Augenmerk zugewendet habe.“ Dies habe er getan, weil dem Marxismus — zu Unrecht — vorgeworfen werde, er sehe den Menschen nur als Marionette des Wirtschaftsgetriebes.
14. ↑  Buchrezensionen und kleinere Artikel, z. B. Der Sinn der „religiös-sittlichen“ Erziehung. In: Zeitschrift für Politische Psychologie und Sexualökonomie, 4 (1937), Heft 3, S. 203–205.
15. ↑  Die Krise der Philosophie 1935
16. ↑  Eintrag in der Liste der verbotenen Bücher